# تشعب متعدد
التشعب المتعدد أو التنفيذ المتعدد للخيوط (بالإنجليزية: Multithreading) هو تقنية في برمجة الحاسوب تُستخدم لتنفيذ عدة مهام (خيوط – Threads) بشكل متزامن داخل عملية واحدة (Process). يهدف التشعب المتعدد إلى تحسين أداء البرامج عبر استغلال قدرات المعالجات متعددة النوى، وتقليل زمن الاستجابة، وتعزيز كفاءة استخدام الموارد.
تعتمد الفكرة على تقسيم البرنامج إلى أجزاء صغيرة قابلة للتنفيذ بشكل مستقل، مما يسمح بتشغيلها في وقت واحد سواء على نفس نواة المعالج أو على أنوية مختلفة، وفقاً لدعم نظام التشغيل والعتاد.

## المفاهيم الأساسية
الخيط (Thread): هو وحدة تنفيذ ضمن عملية واحدة. تشترك الخيوط في نفس مساحة الذاكرة وتستطيع الوصول إلى نفس الموارد. العملية (Process): هي كيان مستقل يحتوي على مجموعة من الخيوط. يتم عزل العمليات عن بعضها، بينما تتشارك الخيوط نفس البيئة. الجدولة (Scheduling): يقوم نظام التشغيل بتوزيع الخيوط على وحدة المعالجة، وفقًا لأولويات وسياسات محددة.

## فوائد التشعب المتعدد
تحسين استغلال المعالج،استجابة أسرع للبرامج التفاعلية، قدرة على أداء مهام متعددة في آن واحد، تقليل زمن الانتظار في تطبيقات تعتمد على الإدخال/الإخراج.

## التحديات والمخاطر
رغم فوائده، يواجه التشعب المتعدد العديد من التحديات البرمجية: التزامن (Synchronization): منع التضارب في الوصول إلى الموارد المشتركة. حالات السباق (Race Conditions): عند محاولة خيوط متعددة تعديل نفس المتغير في الوقت ذاته. الجمود (Deadlock): عندما تنتظر الخيوط بعضها البعض دون نهاية. الصعوبة في التصحيح (Debugging): بسبب الطبيعة المتزامنة وغير المتوقعة للتنفيذ.

## التطبيقات
يُستخدم التشعب المتعدد في عدة مجالات، منها: أنظمة التشغيل. تطبيقات الويب والواجهات الرسومية. محركات الألعاب. المعالجة المتوازية في الخوارزميات. برامج تحليل البيانات ومعالجة الصور والفيديو.

## الدعم في لغات البرمجة
تدعم معظم لغات البرمجة الحديثة تنفيذ الخيوط، مثل: لغة جافا: عبر واجهات Thread وRunnable. لغة بايثون: عبر مكتبة threading. لغة سي++: من خلال مكتبة std::thread. سي شارب (.NET): من خلال Task وThread.